# Петер Крістіан Доннер
Петер Крістіан Доннер (нім. Peter Christian Donner; 31 березня 1881, Штеттін — 12 червня 1944, Маленте) — німецький офіцер, контрадмірал крігсмаріне.

## Біографія
10 квітня 1899 року вступив у кайзерліхмаріне. Учасник Першої світової війни. Після демобілізації армії залишений в рейхсмаріне. 31 жовтня 1928 року вийшов у відставку. 1 жовтня 1929 року повернувся в рейхсмаріне як цивільний співробітник головної бібліотеки військово-морської станції «Остзе». З 1 жовтня 1934 року — офіцер цивільної оборони, інструктор з історії військово-морської війни і директор інструктивного штабу інспекції навчальних закладів ВМС. Займав ці посади до кінця життя. З 5 березня 1935 року — офіцер служби комплектування. 1 січня 1941 року переведений на дійсну службу.

## Звання
- Кадет (10 квітня 1899)
- Фенріх-цур-зее (10 квітня 1900)
- Лейтенант-цур-зее (27 вересня 1902)
- Оберлейтенант-цур-зее (26 квітня 1904)
- Капітан-лейтенант (13 березня 1909)
- Корветтен-капітан (13 липня 1916)
- Фрегаттен-капітан (1 січня 1923)
- Капітан-цур-зее (1 квітня 1925)
- Контрадмірал запасу (31 жовтня 1928)
- Контрадмірал (1 січня 1941)

## Нагороди
- Колоніальна медаль із застібкою «Венесуела 1902/03»
- Залізний хрест
  - 2-го класу (31 січня 1915)
  - 1-го класу (24 грудня 1915)
- Орден Церінгенського лева, лицарський хрест 2-го класу з мечами (14 жовтня 1916)
- Ганзейський Хрест
  - Бремен (16 листопада 1916)
  - Гамбург (16 вересня 1917)
- Військовий Хрест Фрідріха-Августа (Ольденбург) 2-го і 1-го класу (27 лютого 1917) — отримав 2 нагороди одночасно.
- Хрест «За військові заслуги» (Брауншвейг) 2-го класу (6 листопада 1918)
- Хрест «За вислугу років» (Пруссія) (25 років; 22 березня 1920)
- Фландрійський хрест
- Почесний хрест ветерана війни з мечами
- Медаль «За вислугу років у Вермахті» 4-го, 3-го, 2-го і 1-го класу (25 років; 2 жовтня 1936) — отримав 4 нагороди одночасно.
- Хрест Воєнних заслуг 2-го класу з мечами (27 січня 1941)